# Südmarokko

Aus Rabats heutiger Sicht sind Oued ed Dahab-Lagouira (1), Laâyoune-Boujdour (2) und Guelmim-Es Semara (3) Marokkos Südregionen

Mit Südmarokko wird im Allgemeinen der südliche Teil Marokkos, einschließlich der (im Jahr 1160 von Berbern gegründeten) ehemaligen Hauptstadt Marrakesch sowie der zumeist von Berbern bewohnten Gebiete südlich (und östlich) davon bezeichnet. Wichtigster Hafen des Südens ist Agadir. 
Historisch gesehen wurde von 1912 bis 1956 mit Südmarokko auch das gesamte französische Protektorat Marokko bezeichnet, im Gegensatz zum kleineren spanischen Protektorat im Landesnorden, das als Nordmarokko bezeichnet wurde.
Heute bezeichnet die marokkanische Regierung das Gebiet des 1976 bzw. 1979 völkerrechtswidrig annektierten Arabischen Saharauischen Demokratischen Republik (Westsahara) als Südmarokko. Großmarokkanische Nationalisten zählen auch Mauretanien zu Südmarokko, zumindest historisch.